# Mother Goose Lake
Der Mother Goose Lake (engl. für „Muttergans-See“) ist ein See auf der Alaska-Halbinsel im Südwesten des US-Bundesstaates Alaska.
Der 28 km² große See befindet sich 18 km westnordwestlich des Vulkans Mount Chiginagak auf einer Höhe von 23 m. Die Zuflüsse Vulcano Creek und Indecision Creek entspringen in der Aleutenkette. In der Seemitte befindet sich eine etwa 45 ha große Insel. Der Mother Goose Lake wird vom King Salmon River am westlichen Seeufer entwässert. Der See und dessen Einzugsgebiet befinden sich vollständig innerhalb des Alaska Peninsula National Wildlife Refuge. Am Seeufer und in der Umgebung des Sees gibt es Bestände an Balsam-Pappeln (Populus balsamifera).

## Säureeintrag im Jahr 2005
Geothermale Aktivitäten des nahe gelegenen Vulkans Mount Chiginagak führten Anfang Mai 2005 zu einem Abschmelzen dessen vergletscherter Bergkuppe und zur Bildung eines säurehaltigen Kratersees mit einem pH-Wert von ungefähr 3. Der Kraterrand brach nach einer gewissen Zeit und der säurehaltige Inhalt des Kratersees floss in den Mother Goose Lake. In den Folgejahren laichten keine Lachse mehr im See.